# 偶然性の音楽
偶然性の音楽（ぐうぜんせいのおんがく、英語: aleatoric music, aleatory music, chance music）は、不確定性の音楽をさらに過激に西洋音楽の伝統から逸脱させたものである。創始者はジョン・ケージで、1957年のWinter Musicで初めて偶然性が完全な形で実現した。alea はラテン語でサイコロを意味する。

## 概要
従来の西洋音楽は、作曲家が楽曲を綿密に構成し、その結果を確定的な形で楽譜に記すのが通例であった（通奏低音やカデンツァなどの例外はある）が、ケージは「易経」や「禅」（鈴木大拙）などの東洋思想の影響の下に、音楽に偶然性の要素を取り入れて、「作曲家による音の厳密なコントロール」というヨーロッパ的な音楽のあり方に見直しを求めた。
具体的には、「作曲－演奏－聴取」という音楽の伝達過程の3要素のうちの1つないし複数に、偶然が入り込むための「仕掛け」を施す。例えば、作曲の時にコインを投げて音を決めてゆく、紙のしみを音符に見立てて音を選んでゆく、五線譜ではない図形楽譜を用いて奏者の即興に任せる、というようなものである。
偶然性の音楽は、ケージによる創始後、彼に近いアメリカの何人かの作曲家の間で試みられ、次いで1958年以降はヨーロッパの前衛作曲家に技法として取り入れられた。ケージの音楽が「音を解放する」というような独特な思想的背景を持った革新的なものであるのに対し、ヨーロッパの作曲家たちは従来同様の理念の下で作られた作品に変化を与えるための単なる「技法として」偶然性を使用している。偶然性の音楽について考える場合、この両者の美学的な隔たりが非常に大きいことには注意が必要である。

## 用語法について
偶然性の音楽をさらに分類する場合、音楽学的には、作曲行為の過程に偶然性が関わるものを「チャンス・オペレーション」、演奏ないし聴取の過程に偶然性が関わるものを「不確定性の音楽」と呼ぶ。この2つの用語は、本来は「偶然性の音楽」の下位概念である。
但し、作曲と演奏の両方の過程に偶然性を含む例などがあるほか、チャンス・オペレーションの作例自体が少ないこともあって、「偶然性の音楽」と「不確定性の音楽」とをほぼ同義に用いる場合もあり、この用語法は多少混乱している。
また、ケージ流の不確定性の音楽のことは「実験音楽（experimental music）」、ブーレーズに代表されるヨーロッパのセリー的発想を出発点とする音楽は（たとえ偶然性を取り入れていても）「前衛（音楽）（avant-garde music）」と呼ぶのが正しいが、この用語法についても誤解や混乱がある。

## 歴史

### 前史
偶然性の音楽そのものは現代音楽に特有の概念ではない。18世紀にはサイコロを使って作曲するための楽譜がいくつも出版されていたという（土田英三郎「骰子音楽と結合術の伝統」）。モーツァルトの「音楽のサイコロ遊び」が彼の独自性や、（現代音楽につながるような）先駆性を指摘するために引き合いに出されることがあるが、これはモーツァルト以外のこの手の曲が忘れられたためである。チャールズ・アイヴズは、「ピアノ・ソナタ第1番」において偶然性を取り入れている。

### ケージの偶然性
伝統的西洋音楽の閉じられた形式に反発したケージは、開かれた作品構造を模索し、

易経などの東洋思想に触発されてこの手法を見出した。この手法はしばしば騒音など、伝統的西洋音楽が排除してきた音素材と併用される。ケージの音楽は、1958年のダルムシュタット夏季現代音楽講習会でヨーロッパ楽壇に広く紹介され、ここで大きな注目を集めた。
ケージの作品では、偶然性をもちこむために、サイコロを使用する例などがある。またケージの弟子であるフレデリック・ジェフスキの『パニュルジュの羊』では、演奏者が間違った場合でも演奏を途切れさせず続けることによって、演奏のたびごとに違う音効果をもたらすよう企図される。後には「ハプニング」という言葉も音楽用語として生まれ、演奏・演技団体「フルクサス」などによって広められた。
これらの作品のいくつかは演奏行為すら含まず、そういう作品は従来の概念の音楽とはかけ離れており、むしろ演技行為に近い。行為を説明する文章がタイプ打ちされた数枚程度の紙に書かれ、それを作品とみなすことから、タイピング・ミュージックとも呼ばれる。

### 日本における受容
日本では一柳慧によって1960年代初頭にケージの偶然性の音楽が紹介され、多くの作曲家がこの影響を受けて「ケージ・ショック」と呼ばれる現象を引き起こした。またその後小杉武久が渡米し、アメリカ実験音楽界でハプニングのパフォーマンスに関わっている。

## 管理された偶然性
偶然性の概念は、本来はその対極にあるともいえるセリー音楽にも影響を与えた。セリー音楽の代表的作曲家ブーレーズの「ピアノソナタ第3番」などにその実例が見られる。ブーレーズの場合は曲の細部については偶然によって異なるパターンの演奏が行われ得るが、曲全体の構造や意図は作曲者によってコントロールされているため、「管理された偶然性」（かんりされたぐうぜんせい、aléatorique controllée（仏語））と呼ばれることがある。
ポーランドではルトスワフスキがこのケージの偶然性に触発されて作風を転換し、オーケストラなどの合奏における奏者ごとに異なるテンポや繰り返しを指定することで、音響における混沌とした効果を得られるアド・リビトゥム手法を取り入れ、終生これを用いた。この手法は武満徹の1960年代の管弦楽作品にも影響を与え、前衛の時代には多くの作曲家によって部分的ないし全体的に広く用いられていた。

## 流行後
しかし、前衛の最盛期をややすぎた頃からはこのテイストが西洋音楽の伝統と根本的に異なる点がジャン＝ピエール・ゲゼックなどの作曲家によって指摘され、現在ではこの技法を全面的に用いる例はほとんどない。どんなに複雑なイントネーションやノーテーションであっても人間は読んで演奏できることが判明すると、この技術も不確定性の音楽同様あっという間に過去のものになった。
ただし、この技術を使った作品の演奏にはこの分野の知識が不可欠であり、後日ケージの作品を五線譜に「翻訳」したヤーコプ・ウルマンのような作曲家のような例もある。創始者のケージは死の直前までフリーマン・エチュードを作曲するなど、この技法を手放すことはなかった。